# 1993년 쌍방울 레이더스 시즌
1993년 쌍방울 레이더스 시즌은 쌍방울 레이더스가 KBO 리그에 참가한 3번째 시즌으로, 신용균 감독이 3년 계약 형식으로 취임했으나  외국인 선수 영입 과정에서 본인(신용균)과 달리 소위 '미국통'이었던  한동화 코치와 불화를 보여 결국 1년 만에 해임됐고 팀은 8팀 중 정규시즌 7위에 그쳐 포스트시즌 진출에 실패했다.
한편, 신용균 감독 부임 과정에서 새롭게 출발한다는 명분으로 이승희 김봉근 김평호 등 창단멤버들을 일괄 정리하여 갓 뿌리를 내리려던 팀의 전통이 일시에 잘려나가자 그런저런 선수들이 오다가다 잠시 머무르는 '시골역 대합실' 모양새가 됐고 전년도 좌타자 시즌 최다홈런 신기록을 수립한 간판타자 김기태가 오른손목 건초염으로 신음하여 9홈런에 그쳤으며 계약금과 연봉을 합쳐 1억원을 투입한 성영재는 프로적응을 못 한 데다 코칭스태프의 잘못된 기용까지 겹쳐 1승 13패에 머물렀고 시즌 전 많은 고참급 선수(김성길 신경식 박노준 백인호 등)를 영입한 것도 악수(惡手)란 혹평을 받아야 했다.
아울러, 김기태 김원형 두 주축 선수가 8월 중순부터 부상으로 결장했고  이로 인해 1995년을 끝으로 은퇴하기 전까지 통산 56홈런에 머물렀던 신경식이 시즌 막판 4번타자로 출전하는 경우가 잦아졌다.

## 타이틀
- 노히트노런: 김원형 (7호)
- KBO 골든글러브: 김광림 (외야수), 김기태 (지명타자)
- 올스타 선발: 김기태 (지명타자)
- 올스타전 추천선수: 김원형
- 수비 WAR: 김호 (1.69)
- 볼넷: 김기태 (73)
- 고의4구: 김기태 (8)

### 퓨처스리그
- 타율: 유영원 (0.356)
- 남부리그 출루율: 유영원 (0.458)
- 장타율: 유영원 (0.554)
- OPS: 유영원 (1.013)
- 남부리그 안타: 유영원 (36)
- 2루타: 유영원 (10)
- 홈런: 김정수 (5)
- 남부리그 타점: 유영원 (22)
- 남부리그 4사구: 유영원 (19)
- 남부리그 완투: 김기덕 (6)
- 다승: 김기덕 (8)
- 남부리그 탈삼진: 김기덕 (62)

## 선수단
- 선발투수 : 김원형, 김석기, 최한림, 박성기, 성영재, 강길용
- 구원투수 : 김기덕, 김진욱, 이재홍
- 마무리투수 : 조규제, 김성길, 이동석, 노춘섭, 임창식
- 포수 : 김충민, 전종화, 김호근, 최해식, 박경완
- 1루수 : 신경식[6]
- 2루수 : 최태원, 송인호
- 유격수 : 김호, 한혁수
- 3루수 : 유동효, 유영원
- 좌익수 : 박노준, 조용호
- 중견수 : 최준호, 김성규
- 우익수 :  이연수, 김상재, 백인수, 이상대
- 지명타자 : 김기태, 강광회, 김경수, 강효섭, 유성기, 최해명, 김정수, 박기택

## 여담
- 송인호는 WAR -1.25에 그쳐 WAR 측정이 불가능한 1991년 권영진과 한오종을 제외하고 구단 사상 가장 낮은 WAR을 기록했다.
- 김정수는 wRC+ -168.9에 그쳐 구단 사상 단일 시즌 최저 wRC+ 기록을 세웠다.
- 김원형은 총 3번 완봉, 11선발승을 달성하여 구단 사상 단일 시즌 최다 완봉, 선발승 기록을 세웠다.
- 김성길은 통산 12구원승으로 KBO 리그 역대 용병 투수 통산 최다 구원승 기록을 세웠다.
- 강효섭은 이 시즌 1군에 데뷔하여 KBO 리그 역대 1군 출전 선수 중 첫 호원대학교 출신 타자가 되었다.
- 조규제는 이 시즌 KBO 리그 역대 단일 시즌 태평양 돌핀스 상대 최다 세이브(8) 기록을 세웠다.
- 이 시즌에 쌍방울 레이더스는 팀 사상 2번째이자 마지막 KBO 퓨처스리그 우승을 차지했다.
- 김광림은 1993 시즌을 OB 베어스에서 보낸 후 쌍방울 레이더스로 이적했는데, 이적 후 시상식이 열려 쌍방울 레이더스 소속으로 골든글러브를 수상하게 되었다.
- 김진욱은 이 시즌을 끝으로 은퇴하여 KBO 리그 통산 1000이닝 미만 투수 중 통산 최다 완봉(12) 기록을 세웠다.
- 강길용은 당시 규정 이닝 충족 투수 중 유일하게 음수 WAR을 기록했다.
- 김성길은 이 시즌을 끝으로 KBO 리그를 떠나 KBO 리그 용병 투수 통산 포스트시즌 최다 고의4구 허용(2) 기록을 세웠다.